# Ибн Эзра (лунный кратер)
Кратер Ибн Эзра (лат. Abenezra) — крупный ударный кратер в южной материковой части видимой стороны Луны. Название присвоено в честь средневекового еврейского философа, поэта, мыслителя, лингвиста, астролога, астронома и математика Авраама ибн Эзры (1092—1167); утверждено Международным астрономическим союзом в 1935 г. Образование кратера относится к позднеимбрийскому периоду.

## Описание кратера

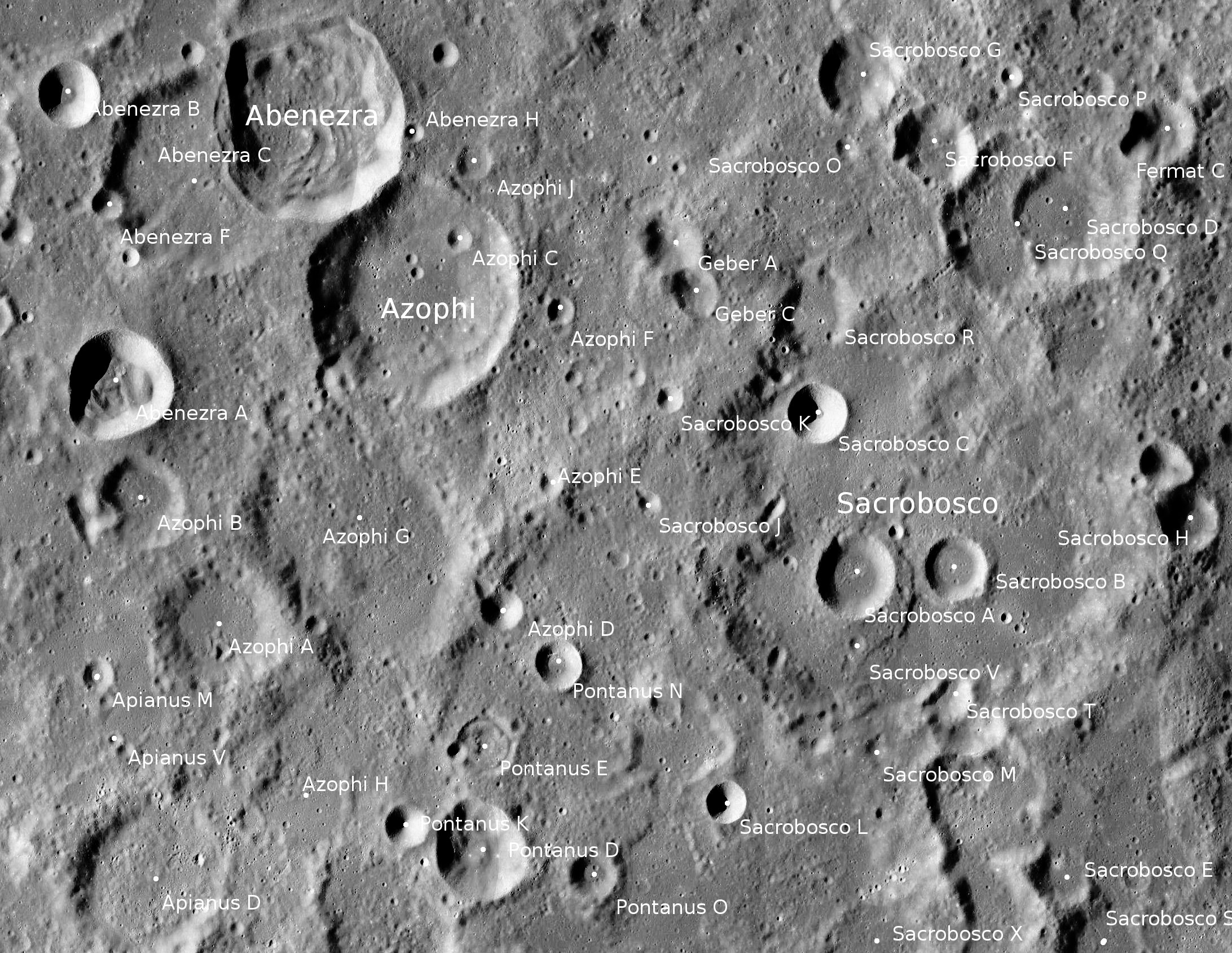
Окрестности кратера. Снимок Lunar Reconnaissance Orbiter.

Ближайшими соседями кратера являются кратер Донати на западе; кратеры Эри и Аргеландер на северо-западе; кратер Гебер на северо-востоке; кратер Ас-Суфи, примыкающий к юго-восточной части вала кратера Ибн Эзра и кратер Плейфер на юго-западе. Селенографические координаты центра кратера 20°59′ ю. ш. 11°53′ в. д. / 20,99° ю. ш. 11,89° в. д., диаметр 43,2 км, глубина 3,7 км.
Кратер имеет полигональную форму, умеренно разрушен. Вал с острой кромкой, внутренний склон с различими остатками террасовидной структуры, ширина внутреннего склона в восточной части значительно больше нежели в западной. Высота вала над окружающей местностью достигает 1050 м , объем кратера составляет приблизительно 1 300 км3. Дно чаши пересеченное, в восточной части находится скопление хребтов необычной дугообразной формы.

## Сателлитные кратеры
| Ибн Эзра | Координаты                                            | Диаметр, км |
| -------- | ----------------------------------------------------- | ----------- |
| A        | 22°47′ ю. ш. 10°26′ в. д. / 22,79° ю. ш. 10,44° в. д. | 22,2        |
| B        | 20°49′ ю. ш. 10°04′ в. д. / 20,82° ю. ш. 10,06° в. д. | 13,8        |
| C        | 21°22′ ю. ш. 11°05′ в. д. / 21,37° ю. ш. 11,09° в. д. | 43,7        |
| D        | 21°46′ ю. ш. 9°39′ в. д. / 21,76° ю. ш. 9,65° в. д.   | 7,3         |
| E        | 21°28′ ю. ш. 9°24′ в. д. / 21,46° ю. ш. 9,4° в. д.    | 14,1        |
| F        | 21°35′ ю. ш. 10°20′ в. д. / 21,58° ю. ш. 10,34° в. д. | 6,3         |
| G        | 20°32′ ю. ш. 11°00′ в. д. / 20,53° ю. ш. 11° в. д.    | 4,9         |
| H        | 21°05′ ю. ш. 12°43′ в. д. / 21,09° ю. ш. 12,71° в. д. | 4,7         |
| J        | 19°55′ ю. ш. 10°41′ в. д. / 19,92° ю. ш. 10,69° в. д. | 4,3         |
| P        | 20°01′ ю. ш. 9°51′ в. д. / 20,02° ю. ш. 9,85° в. д.   | 39,3        |

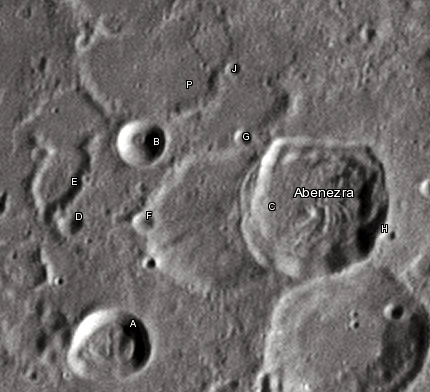
Снимок Девида Кемпбелла.

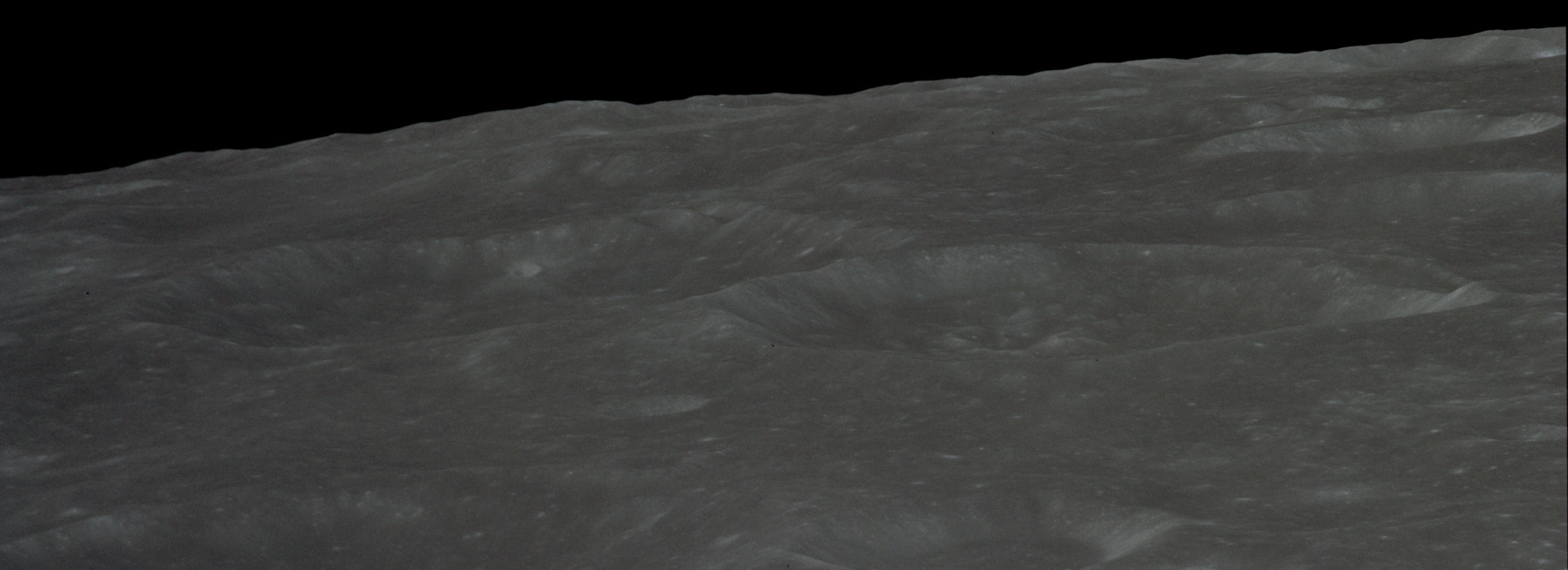
Снимок с борта Аполлона-14. Слева кратер Ас-Суфи, справа кратер Ибн Эзра.

- Сателлитные кратеры Ибн Эзра A и Ибн Эзра B включены в список кратеров с темными радиальными полосами на внутреннем склоне Ассоциации лунной и планетарной астрономии (ALPO)[5].